# 15e régiment d'infanterie (France)
Pour les articles homonymes, voir 15e régiment.
Le 15e régiment d'infanterie (15e RI) est un régiment d'infanterie de l'Armée de terre française créé sous la Révolution à partir du régiment de Béarn, un régiment français d'Ancien Régime.

## Création et différentes dénominations
- 1762 : Prend le nom de régiment de Béarn.
- 1776 : Le régiment de Béarn est dédoublé. 
Les 1er et 3e bataillons conservent le titre, les drapeaux et le costume du régiment de Béarn. 
Les 2e et 4e bataillons forment le régiment d'Agénois.
- 1er janvier 1791 : Tous les régiments prennent un nom composé du nom de leur arme avec un numéro d’ordre donné selon leur ancienneté. Le régiment de Béarn devient le 15e régiment d'infanterie de ligne ci-devant Béarn.
- 1793 : Lors du premier amalgame la 15e demi-brigade de première formation n'a pas été formée.

Le no 15 reste vacant
- 1796 : Création de la 15e demi-brigade de deuxième formation
- 1803 : Renommé 15e régiment d'infanterie de ligne
- 1814 : pendant la Première Restauration et les Cent-Jours, le régiment garde son numéro
- 16 juillet 1815 : comme l'ensemble de l'armée napoléonienne, il est licencié à la Seconde Restauration
- 11 août 1815 : création de la légion du Finistère
- 1820 : la 27e légion du Finistère est amalgamée et renommée 15e régiment d'infanterie de ligne
- 1887 : renommé 15e régiment d'infanterie
- 1914 : Donne naissance au 215e régiment d'infanterie
- 193? : devient 15e régiment d'infanterie alpine
- 1940 : dissous

## Chefs de corps
- 1791 : colonel Michel-Ange de Castellane
- 1791 : colonel Jean Charles de Myon
- 1792 : colonel Marie Louis de Varennes (*)
- 1793 : chef de brigade Charles Dauriere
- 1795 : chef de brigade Balthazar Romand (*)
- 1796 : chef de brigade Faure puis colonel en 1803
- 1804 : colonel Hilaire Benoit Reynaud[1]
- 1808 : colonel Paul Louis Marie Dein
- 1813 : colonel Charles Aimable Levavasseur[2]
- 1830 : colonel Anatole Mangin
- 1830 : colonel Charles Jean-Baptiste Parchappe
- 1859 : colonel Martin Daudel
- ? : colonel Théodore Eugène Fraboulet de Kerléadec[3]
- 12 septembre 1870 - 25 décembre 1870 : colonel Joseph Derroja
- 1888 : colonel Jean Edmond Dessirier
- 1940 : colonel Jean Favatier[4]
- 5 juin 1940 : Giaubert - Commandant

## Historique des garnisons, combats et batailles du15eRI

### 15erégimentd'infanterie de ligne ci-devant Béarn (1791-1794)

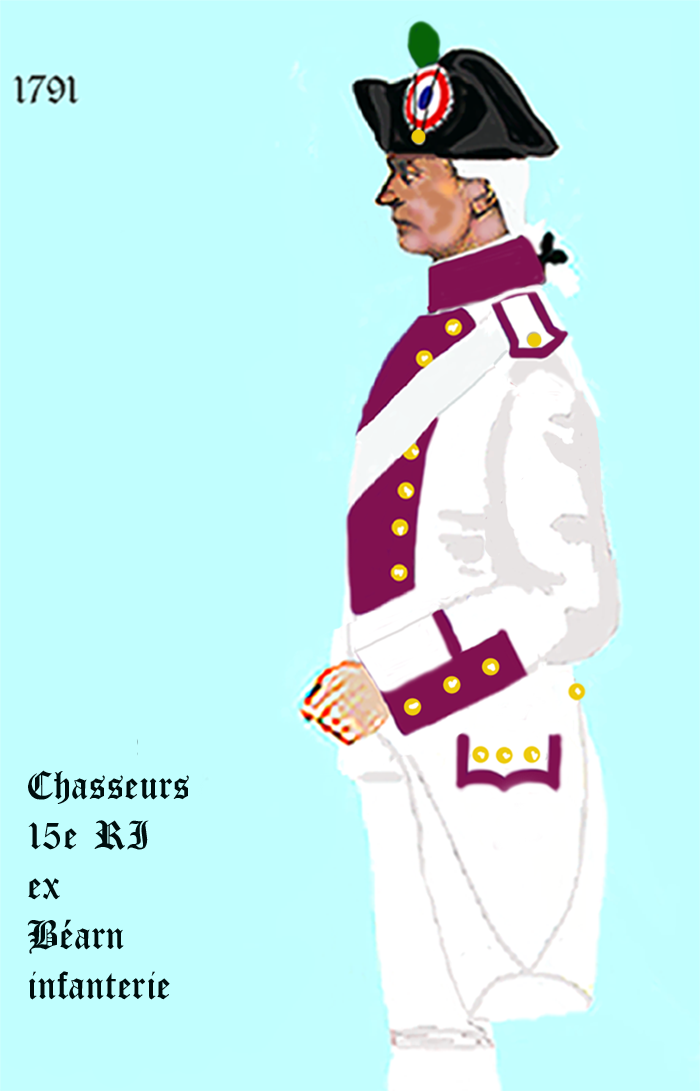
Uniforme du 15e régiment d’infanterie de ligne ci-devant Béarn de 1791 à 1796
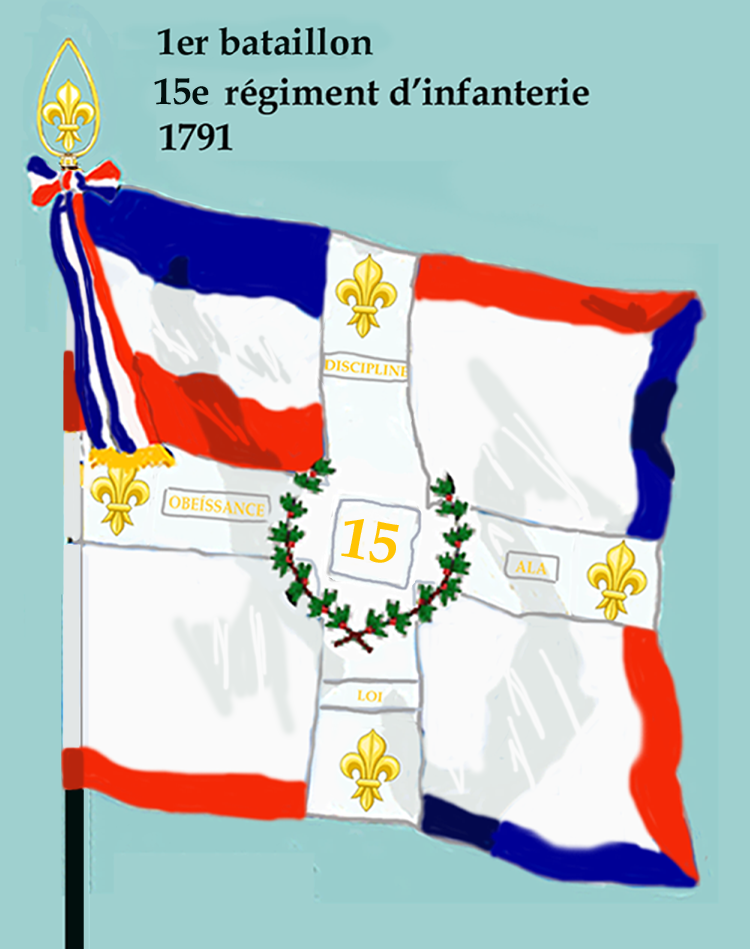
Drapeau du 1er bataillon du 15e régiment d'infanterie de ligne de 1791 à 1793
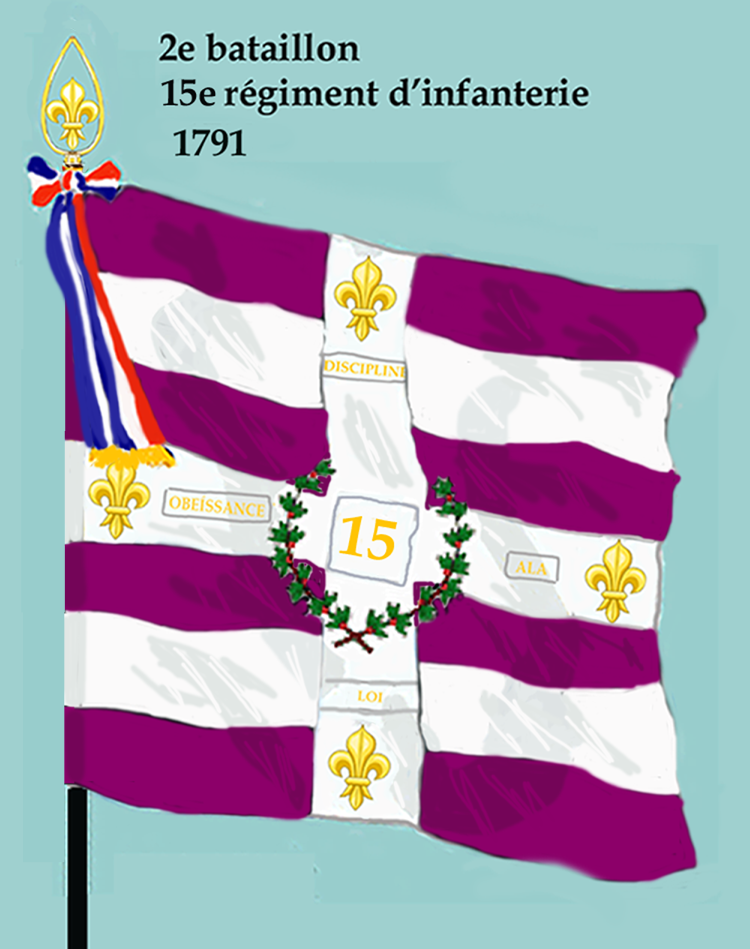
Drapeau du 2e bataillon du 15e régiment d'infanterie de ligne de 1791 à 1793

#### Révolution haïtienne
À la fin de 1791, le 2e bataillon s'embarqua au Havre pour passer à Saint-Domingue, pour participer aux batailles et combats de la Révolution haïtienne ou il est décimé par les combats et la maladie.

#### Guerres de la Révolution et de l'Empire
En janvier 1792, le reste du régiment se rendit à Arras, et au commencement des hostilités il fut jeté dans Lille ; il s'illustra dans la défense de cette place. Le 8 octobre, le bataillon de Béarn fut chargé d'aller s'assurer de la retraite des Autrichiens et de combler leurs travaux.
Le bataillon termina cette campagne par la conquête de la Belgique et la prise d'Anvers, le 30 novembre, où il fut mis en garnison.
Rentré en France, après la bataille de Neerwinden, il fit en 1793 partie de l'armée du Nord.

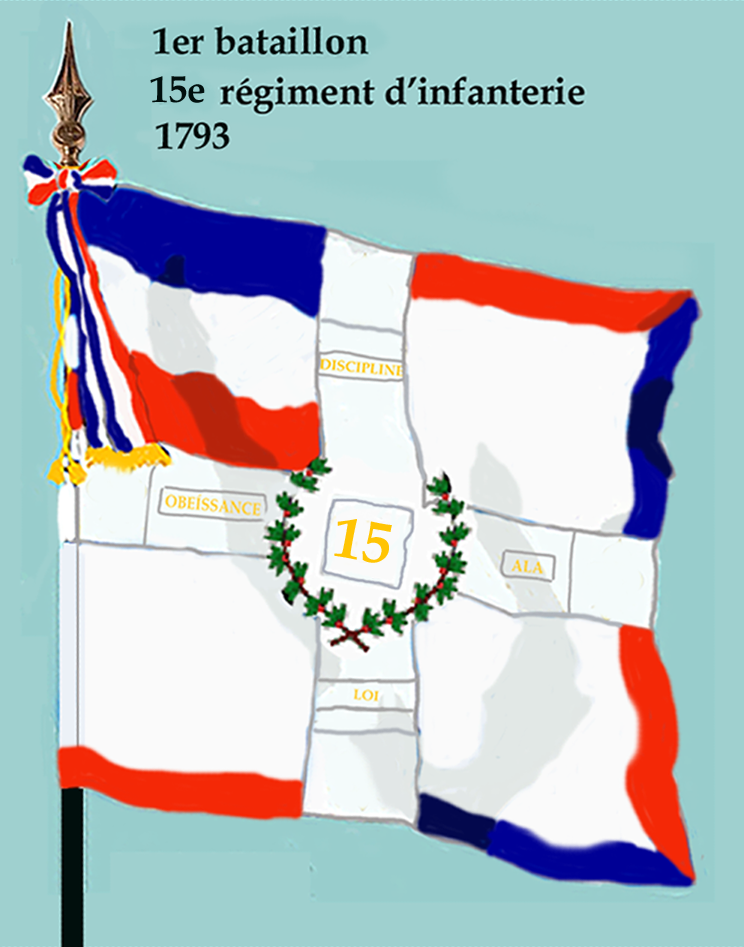
Drapeau du 1er bataillon du 15e régiment d'infanterie de ligne de 1793 à 1794
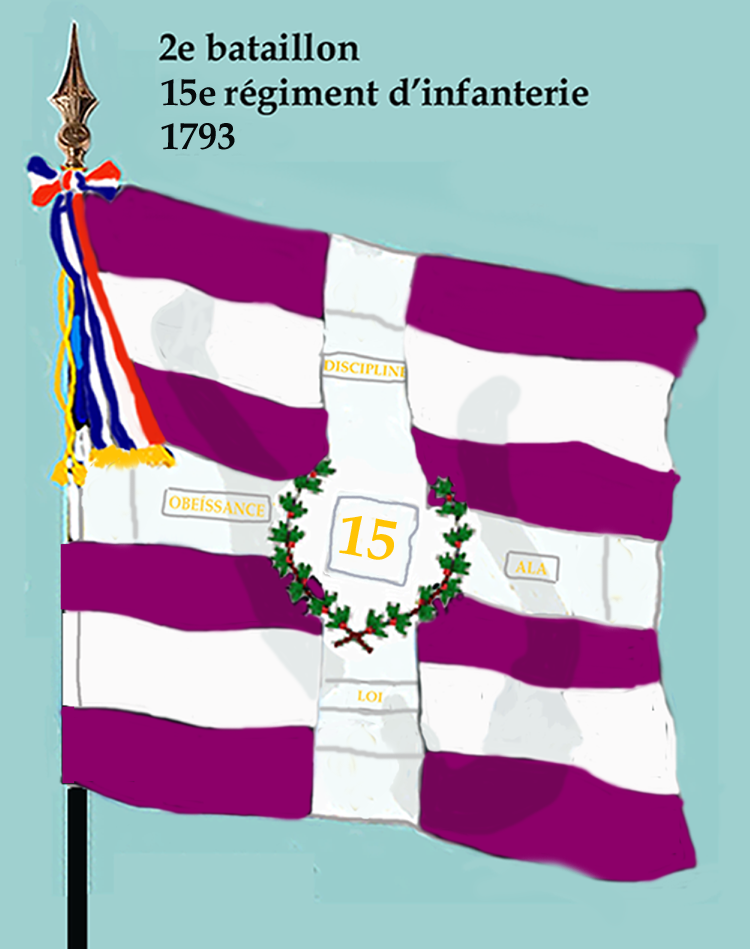
Drapeau du 2e bataillon du 15e régiment d'infanterie de ligne de 1793 à 1794

Le 14 janvier 1794, lors du premier amalgame le 1er bataillon du 15e régiment d'infanterie (ci-devant Béarn) est amalgamé avec le 4e bataillon de volontaires de la Sarthe et le 14e bataillon des Fédérés Nationaux pour former la 29e demi-brigade de première formation.

Le 2e bataillon du 15e régiment d'infanterie (ci-devant Béarn)qui devait former le noyau de la 30e demi-brigade de première formation étant aux colonies, elle n'a existé que sur le papier. Le dépôt du 2e bataillon de Béarn, resté dans les garnisons de la Bretagne, est entré directement, lors du deuxième amalgame dans la formation de la 40e demi-brigade de deuxième formation.

Lors de la réorganisation des corps d'infanterie français de 1793 la 15e demi-brigade de première formation, qui devait être créée par l'amalgame des 1er bataillon du 8e régiment d'infanterie (ci-devant Austrasie), 3e bataillon de volontaires de l'Allier, 1er bataillon de volontaires de la Gironde et 4e bataillon de volontaires d'Indre-et-Loire n'a pas été formée.
Ainsi le no 15 reste vacant de 1794 à 1796.

### 15edemi-brigadede deuxième formation (1796-1803)

#### Guerres de la Révolution et de l'Empire
La 15e demi-brigade de deuxième formation est formée le 30 pluviôse an IV (19 février 1796) par l'amalgame des :
- 68e demi-brigade de première formation(2e bataillon du 34e régiment d'infanterie (ci-devant Angoulême), 2e bataillon de volontaires de Loir-et-Cher, 6e bataillon de volontaires de la Somme, 6e bataillon de volontaires de la formation d'Orléans, 13e bataillon de volontaires des réserves, 25e bataillon de volontaires des réserves)

La 15e demi-brigade de deuxième formation fait les campagnes de l'an IV (1796) et de l'an V (1797) à l'armée du Nord, celles de l'an VI (1798) aux armées du Nord, d'Allemagne et de Mayence celle de l'an VII (1799) à l'armée de Batavie et celles de l'an VIII et de l'an IX (1800-1801) aux armées de Batavie et du Rhin avec lesquelles elle participe aux batailles de Biberach et d'Hohenlinden et se distingue particulièrement le 3 mai 1800 à la bataille d'Engen.

Le 3e bataillon de ce corps a participé à l'expédition de Saint-Domingue. Ce bataillon entra dans la composition de la nouvelle 66e demi-brigade en application de l'arrêté du 12 floréal an XI (2 mai 1803).

### 15erégimentd'infanterie de ligne (1803-1815)

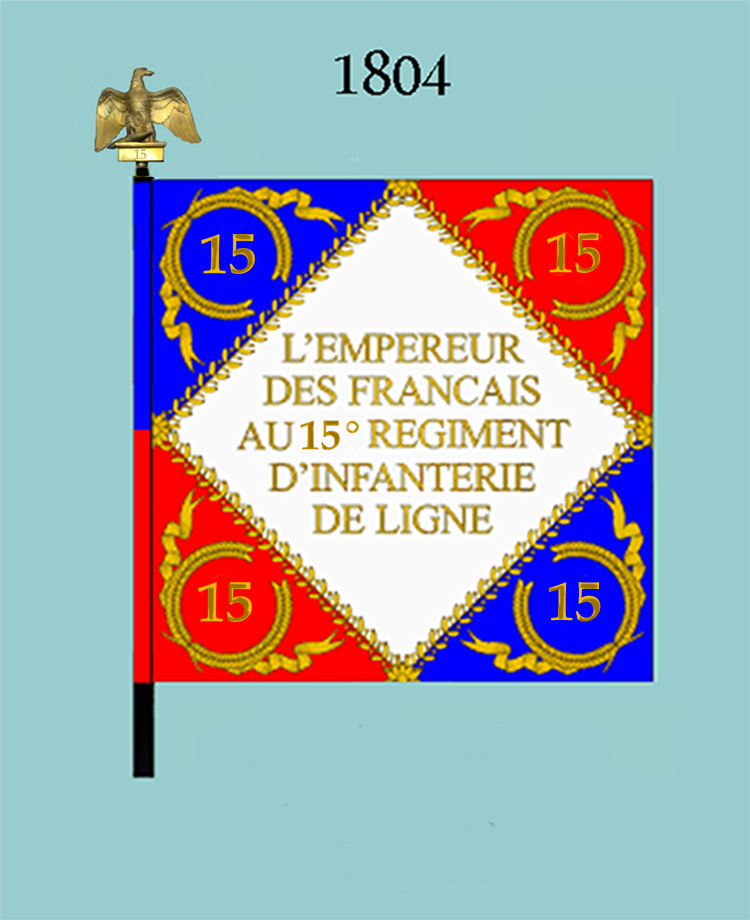
Drapeau modèle de 1804 (avers)
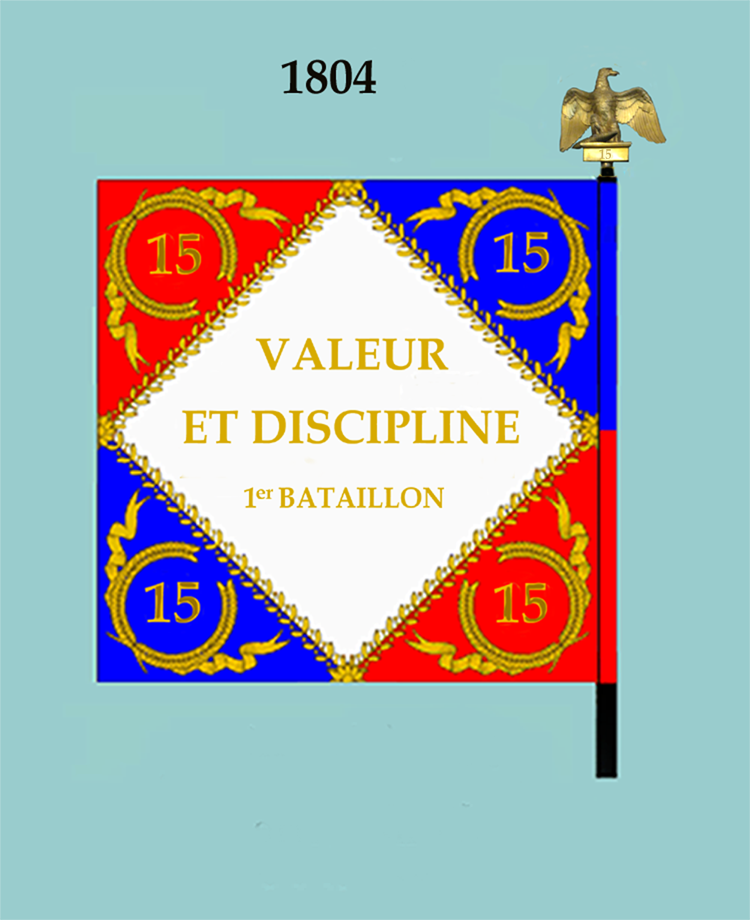
Drapeau modèle de 1804 (revers)

#### Guerres de la Révolution et de l'Empire
Par décret du 1er vendémiaire an XII (24 septembre 1803), le Premier Consul prescrit une nouvelle réorganisation de l'armée française. Il est essentiel de faire remarquer, pour faire comprendre comment, souvent le même régiment avait en même temps des bataillons en Allemagne, en Espagne et en Portugal, ou dans d'autres pays de l'Europe, que, depuis 1808, quelques régiments comptaient jusqu'à 6 bataillons disséminés, par un ou par deux, dans des garnisons lointaines et dans les diverses armées mises sur pied depuis cette date jusqu'en 1815.

Ainsi, le 15e régiment d'infanterie de ligne est formé à 4 bataillons avec les :
- 1er et 2e bataillons de la 15e demi-brigade de deuxième formation (2 bataillons)
- 1er et 3e bataillons de la 107e demi-brigade de deuxième formation (2 bataillons)

De l'an XII 1803 à 1806, le 15e régiment d'infanterie de ligne est en garnison à Brest.
En 1807 il au 6e corps de la Grande Armée avec lequel il participe à la bataille de Friedland avant de rejoindre le corps d'observation de la Gironde
En 1808, il est à l'armée de Portugal et à la division d'observation des Pyrénées-Occidentales et participe dans le cadre de la Guerre d'indépendance espagnole au sièges et batailles de Saragosse, Riosecco, Évora et Vimeiro.
En 1809 il est aux armées d'Espagne et de Portugal avec lesquelles il participe aux batailles de la Corogne, Port-Martin et d'Oporto.
De 1810 à 1812 le 15e est aux armées de Portugal et d'Espagne et combat à Astorga, Buçaco, de Sobral (en) et de Salamanque.

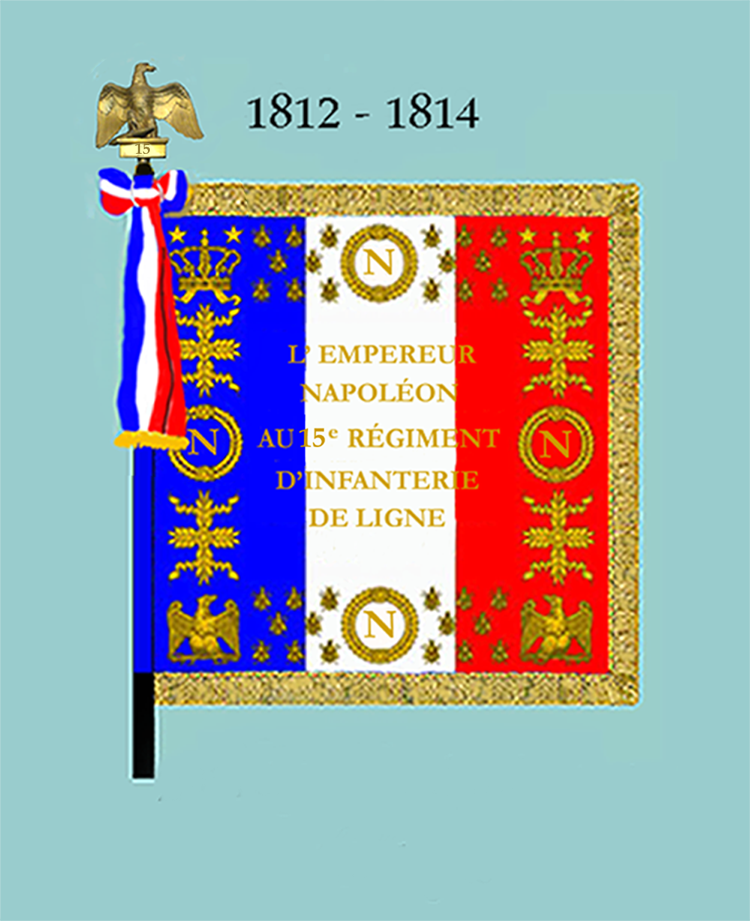
Drapeau modèle de 1812 (avers)
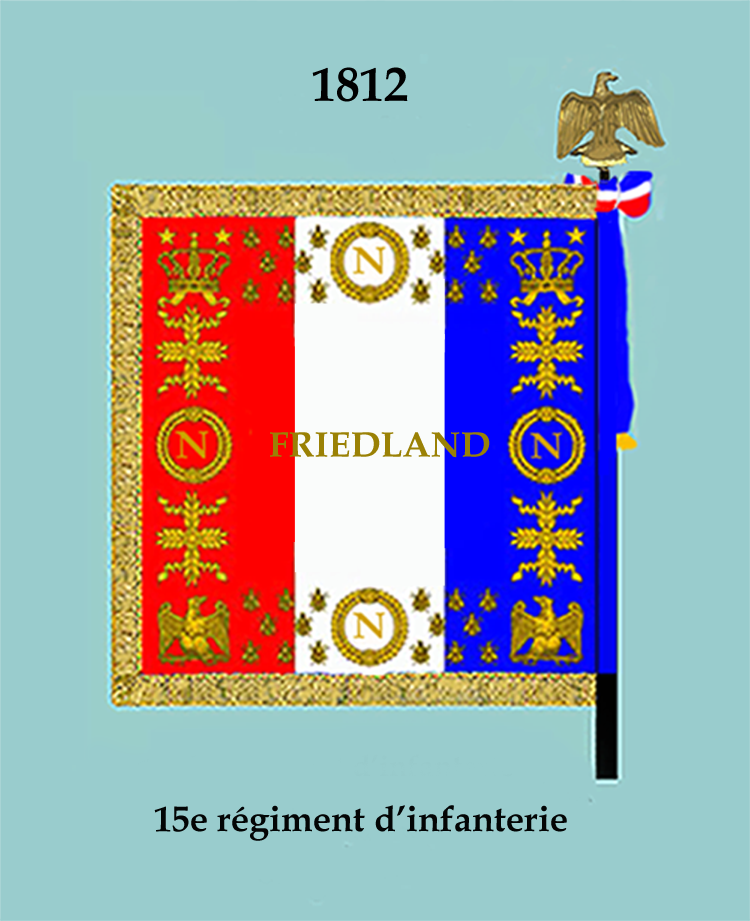
Drapeau modèle de 1812 (revers)

En 1813 le régiment est aux armées d'Espagne et de Portugal, ou il participe aux batailles de San Millan, de Sorauren et de la Bidassoa.
Appelé pour participer à la campagne d'Allemagne il est rattaché au 6e corps de la Grande Armée et au corps d'observation de Bavière avec lesquels il participe aux batailles de Bautzen, de Leipzig (16-19 octobre) et de Hanau.
En 1814 il est à la Grande Armée, et participe à la campagne de France et se trouve engagé dans les batailles de Vauchamps (14 février 1814), de Bar-sur-Aube, de Reims et de Fère-Champenoise.

L'exil de Napoléon Ier à l'île d'Elbe, permet, le 8 juin 1814, le retour de prisonniers d'Angleterre.

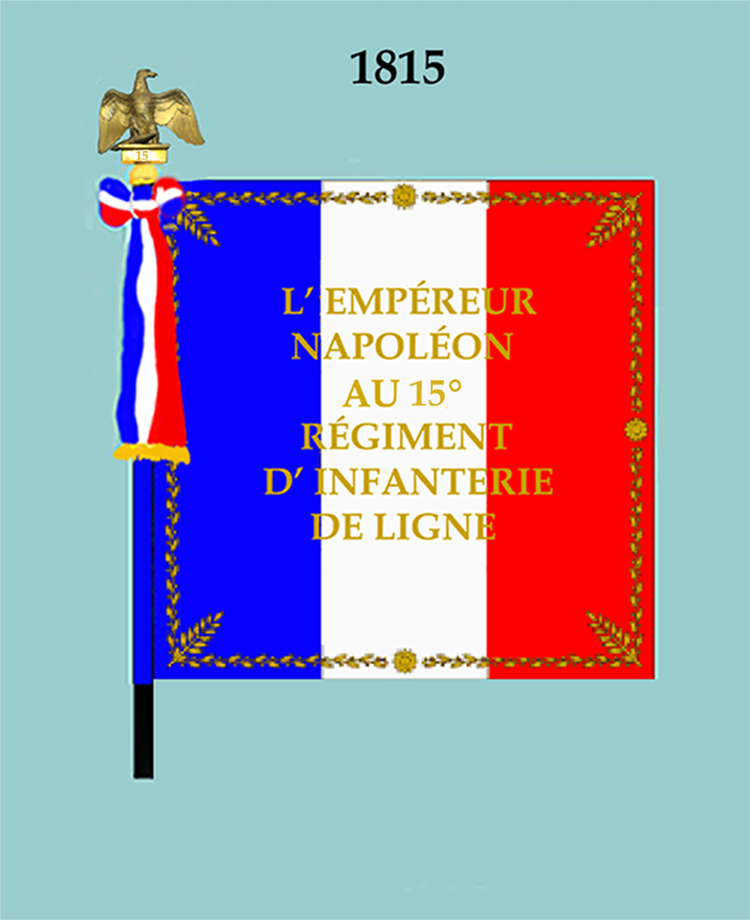
Drapeau modèle de 1815 (avers)
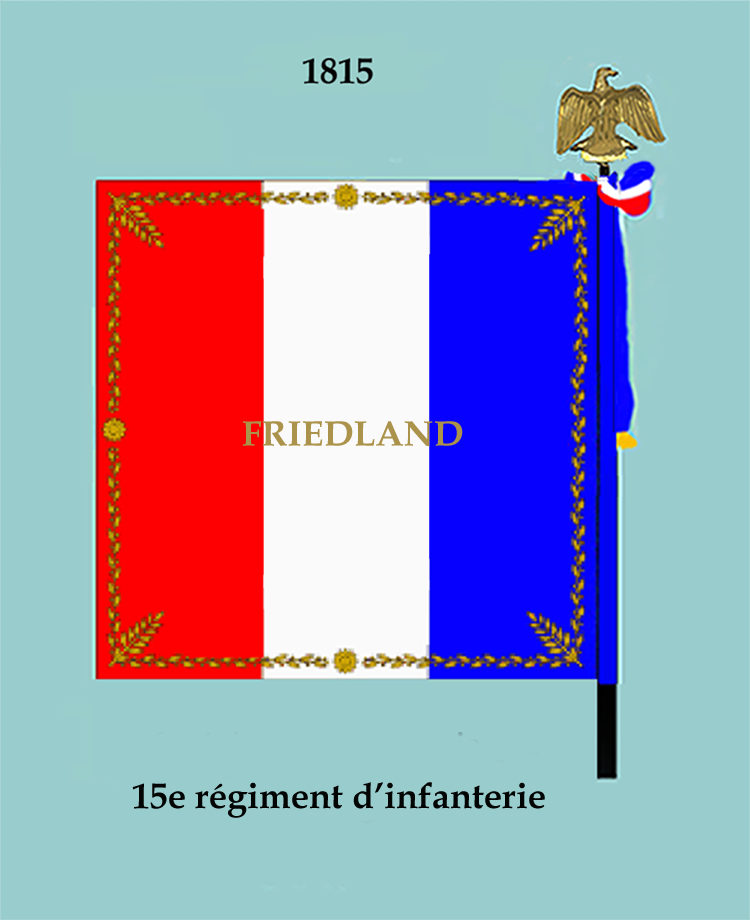
Drapeau modèle de 1815 (revers)

En 1815, durant les Cent Jours, il est à la Grande Armée.
Officiers tués ou blessés en servant au 3e régiment d'infanterie de ligne sous l'Empire (1804-1815) :
- officiers tués : 36
- officiers morts de leurs blessures : 20
- officiers blessés : 107

Après la seconde abdication de l'Empereur, Louis XVIII réorganise de l'armée de manière à rompre avec l'héritage politico-militaire du Premier Empire.
A cet effet une ordonnance du 16 juillet 1815 licencie l'ensemble des unités militaires françaises.

### Légion du Finistère (1815-1820)
Par ordonnance du 11 août 1815, Louis XVIII crée les légions départementales. La 27e Légion du Finistère, qui deviendra le 15e régiment d'infanterie de ligne en 1820, est créée.

### 15erégimentd'infanterie de ligne (1820-1882)
En 1820 une ordonnance royale de Louis XVIII réorganise les corps de l'armée française en transformant les légions départementales régiments d'infanterie de ligne. Ainsi, le 15e régiment d'infanterie de ligne est formé, à Valenciennes, avec les 3 bataillons de la légion du Finistère.

#### 1820 à 1852
Le 15e régiment d'infanterie de ligne fait la campagne de 1823 au 1er corps de l'armée d'Espagne et se distingue dans les combats dans les Asturies le 22 juin.

De 1824 à 1828, il fait partie du corps d'occupation d'Espagne.

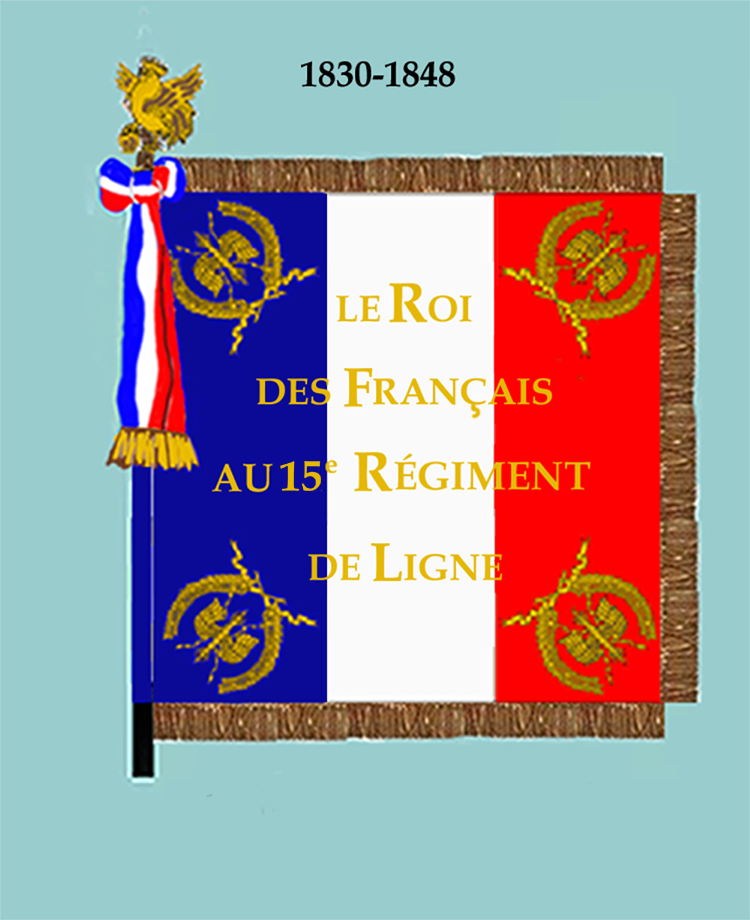
Drapeau de 1830 à 1848 (avers)
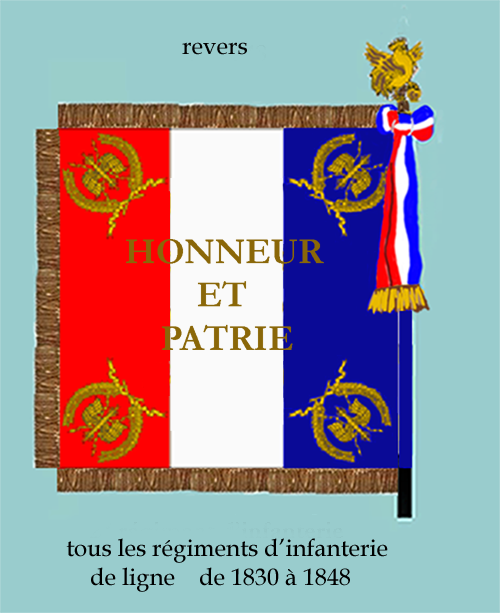
Drapeau de 1830 à 1848 (revers)

Les 2 premiers bataillons font partie du corps expéditionnaire contre la régence d'Alger et participe aux campagnes de 1830 et 1831 à l'armée d'Afrique et s'illustre à la bataille de Staoueli (19 juin 1830), dans tous les engagements qui ont précédé la prise d'Alger (5 juillet) puis au combat et à la prise de Blida (18 juillet), au passage et au combat du col de Mouzaïa (18 et 23 novembre 1830), aux combats sur le plateau d'Ouara et sur le col de Mouzaïa (1er et 2 juillet 1831). 

Une ordonnance du 18 septembre 1830 créé, en métropole, le 4e bataillon et porte le régiment, complet, à 3 000 hommes.
Les bataillons du 15e régiment de ligne engagés en Algérie rentrent en France en février 1832.
En 1848, le régiment est affecté à l'armée de Paris.

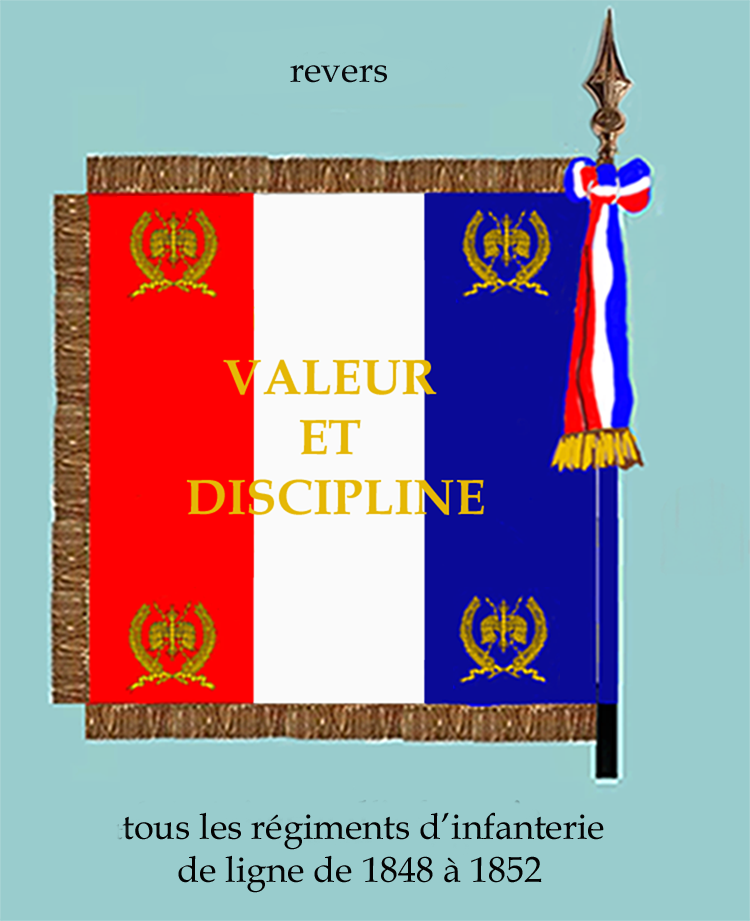
Drapeau de 1848 à 1852 (revers)

#### Second Empire

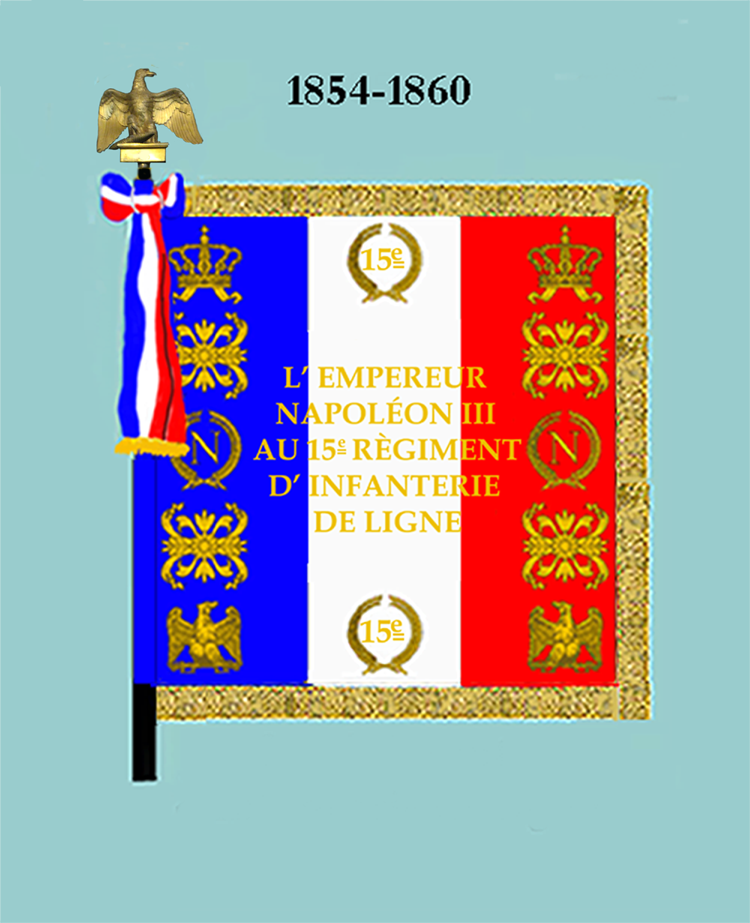
Drapeau de 1854 à 1860 (avers)

- 1855-1856 : Guerre de Crimée, Siège de Sébastopol.
- 1859 : Campagne d'Italie, Bataille de Melegnano, Bataille de Solférino
- 1870 : Guerre franco-prussienne
  - 20 juillet : le régiment quitte Soissons pour se rendre à Thionville ou il arrive le même jour.
  - 1er août : l'effectif du 15e régiment est de 61 officiers et 1 779 hommes. Batailles de Borny, Saint Privat et Sevigny
  - Le 16 août, le 4e bataillon, formé le 12 août, quitte le dépôt pour créer le 6e régiment de marche qui formera la 1re brigade de la 1re division du 13e corps d'armée[6]
  - Le 18 août, le 15e RIL est décimé en perdant le deux tiers de son effectif à la bataille de Saint-Privat[7].
  - 21 septembre : Combat du bois de Vigneulles
  - Le 16 octobre, à la suite de la capitulation de Soissons l'ensemble des compagnies formant le dépôt du 15e régiment d'infanterie est fait prisonnier de guerre.

L'ensemble du 15e régiment d'infanterie étant prisonnier, celui-ci n'existe plus.
Le 23 novembre, le dépôt du 15e régiment d'infanterie est réorganisé à Bayonne.
 
Le 1er mars 1871, son effectif est de 12 officiers et 299 hommes.

#### 1871 à 1914
- 1870 : Perpignan
- 1879 : Implantation de l'état major et des deux premiers bataillons à Castelnaudary, le 3e bataillon sera stationné à Carcassonne.
- 1881 et 1882 : un bataillon est envoyé en Algérie

### 15e régiment d'infanterie

#### 1871 à 1914
- 1907 : Départ pour Albi.

#### Première Guerre mondiale

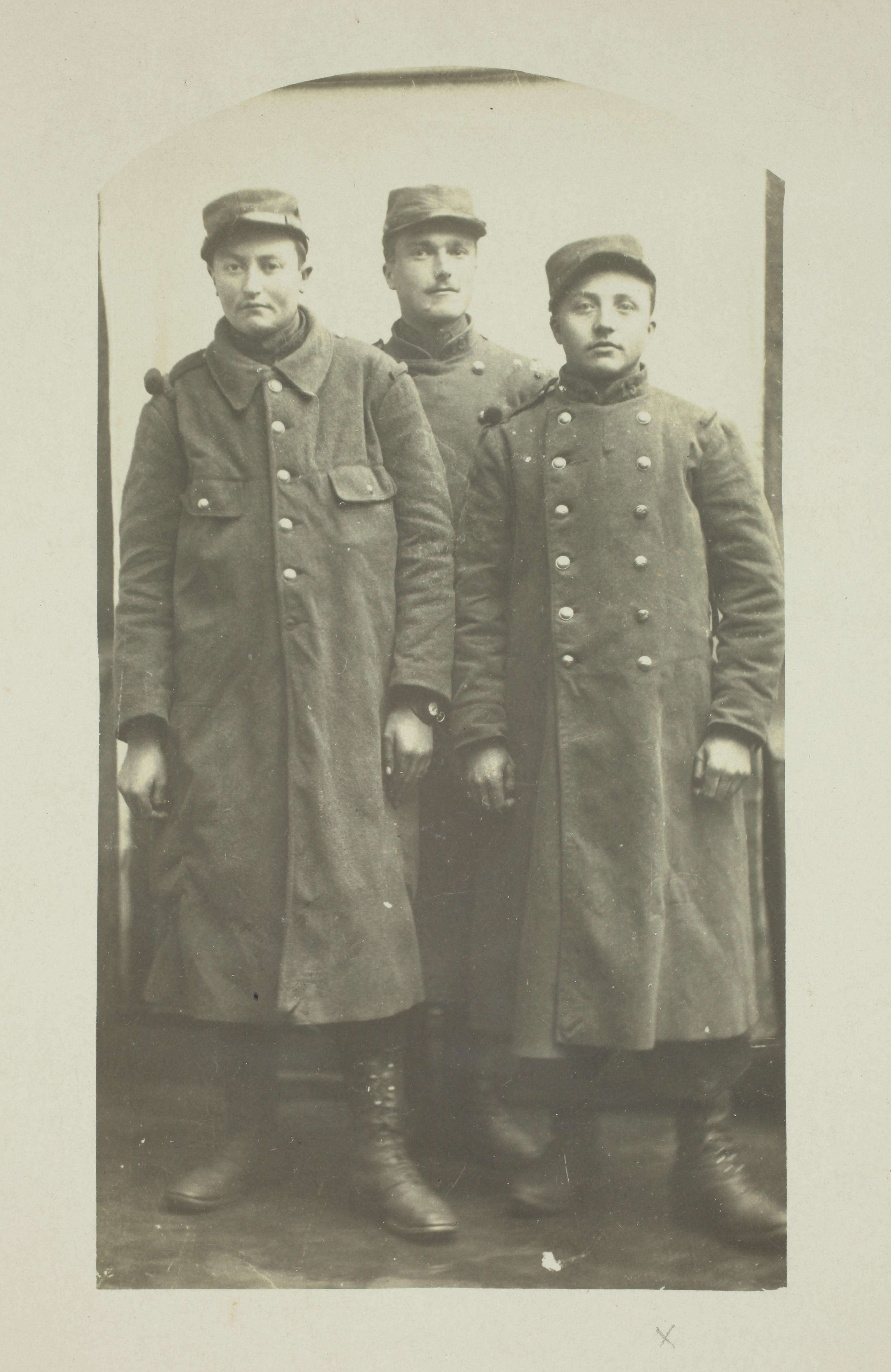
Portrait de trois soldats mobilisés au en 1915.

En 1914; Casernement : Albi.
À la 32e division d'infanterie d'août 1914 à novembre 1918.

##### 1914
- Bataille de Morhange (18 au 20 août)
- Bataille de Rozelieures (23 août-1er septembre)
- Kortekeer-Cabaret (Belgique) 11/1914
- Seicheperey (St Mihiel)
- Bataille des Flandres (novembre à janvier 1915).

##### 1915
- février à août : Champagne, Bois Sabot (7 mars)
- septembre à novembre : seconde bataille de Champagne, Mont Têtu (25 septembre), Butte de Tahure

##### 1916
- Bataille de Verdun : Reprise des forts de Douaumont et de Vaux, Fleury-sous-Douaumont (juillet –octobre)
- Argonne (septembre à janvier 1917) : Ravin de la Fille Morte

##### 1917
- Secteur de Verdun : cote 304, Mort Homme (janvier à juin)
- Alsace : (novembre-décembre) : Aspach
- Vosges (décembre à février 1918) : Le Voilu

##### 1918
- Alsace : (février-avril) : Aspach
- Flandres (mai-août): Le Kemmel, ferme des Pompiers, côte 44
- bataille de l'Ailette (août-octobre) : Fresnes, Couvron
- La Serre (octobre, novembre) : Pouilly, Crécy sur Serre, ferme St Jacques

#### Entre-deux-guerres

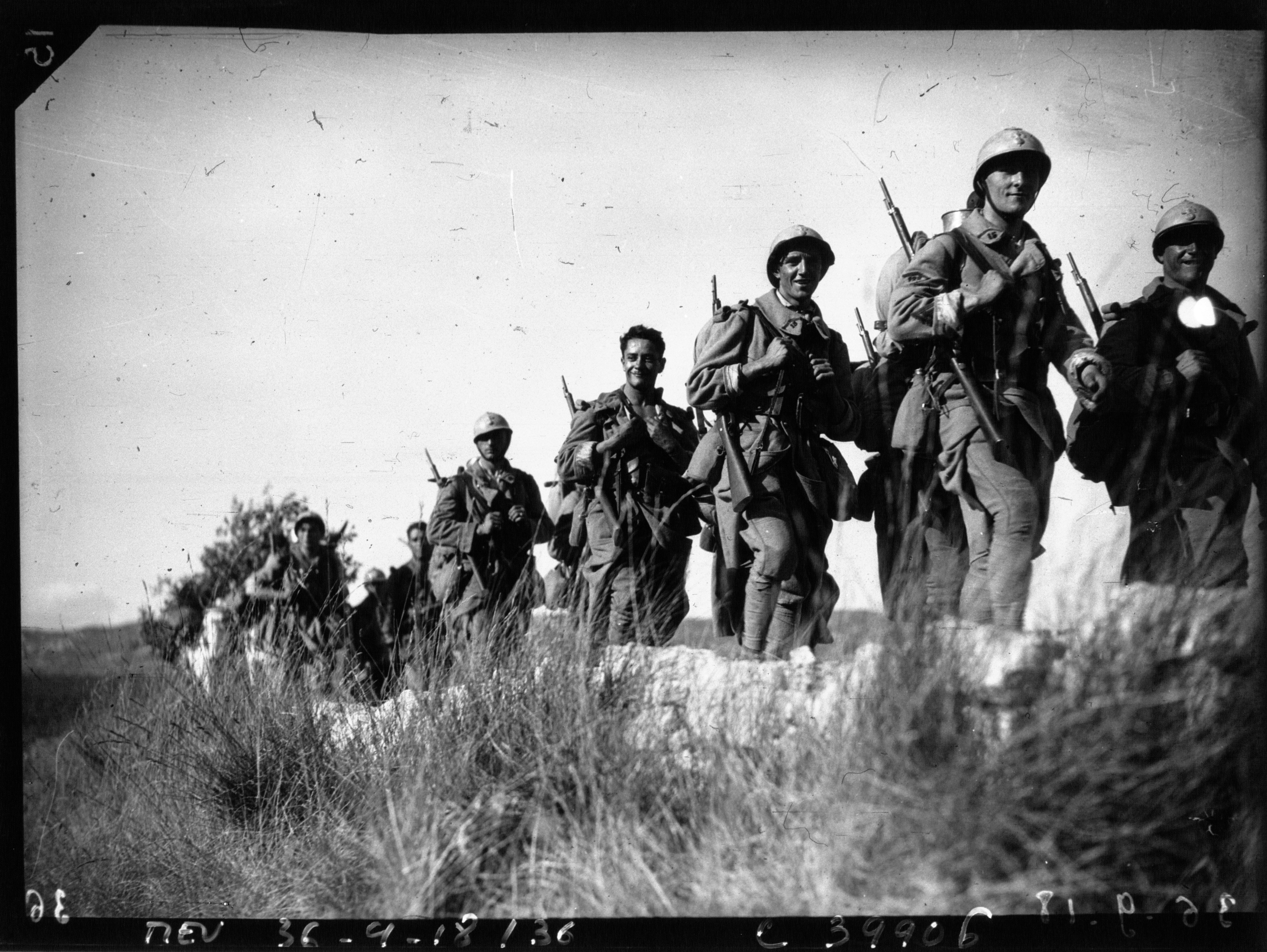
Soldats du 15e RI en manœuvres en 1936.

1936 : Casernement à  Albi, Castelnaudary et Rodez
Le 15e RI est requis en janvier 1939, pour appliquer le plan de barrage dans les Pyrénées-Orientales. Ce plan vise à empêcher les militaires de l’armée populaire de la République espagnole, vaincue par les rebelles franquistes, en pleine Retirada, de passer en France. L’interdiction d’entrer est levée du 5 au 9 février.

#### Seconde Guerre mondiale
Le 15e régiment d'infanterie alpine (RIA) est mobilisé en 1939 sous les ordres du colonel Favatier puis du Chef de bataillon commandant Giaubert le 5 juin 1940, à la 31e division d'infanterie alpine.
Le 15° RIA comptait deux bataillons à Albi et un autre à Rodez. À la déclaration de guerre, le régiment passe par les Alpes et la Trouée de Bâle puis est positionné en Lorraine vers Bitche. Il gagne la frontière belge en février 1940. Il y subira de plein fouet l'offensive allemande. Il est engagé sur la Basse Somme durant la bataille Abbeville où les combats font rage. Il se replie à Saint-Valéry-en-Caux où il doit se rendre le 12 juin 1940.
Une stèle est dédiée à Yonval, près d'Abbeville, à la mémoire du 15e régiment d'infanterie alpine pour leurs combats du 4 juin 1940.

## Drapeau
Il porte, cousues en lettres d'or dans ses plis, les inscriptions suivantes :

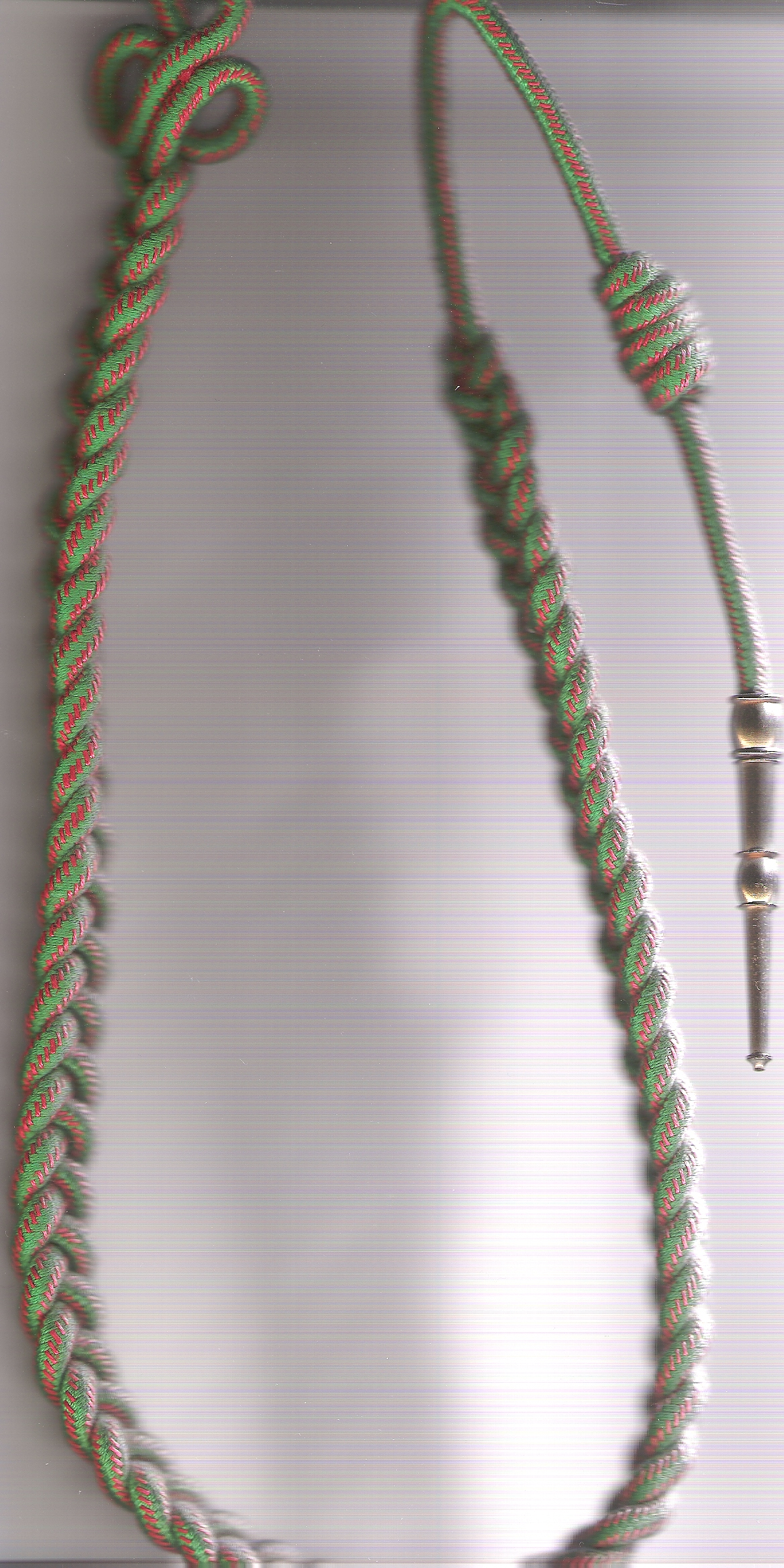
Fourragère aux couleurs de la croix de guerre 1914-1918.

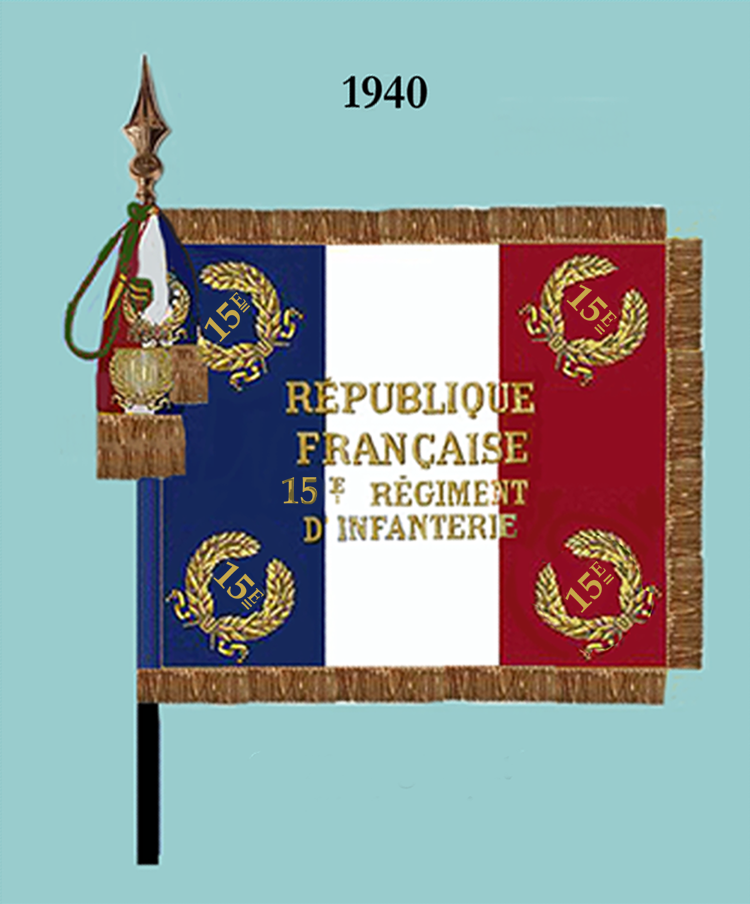
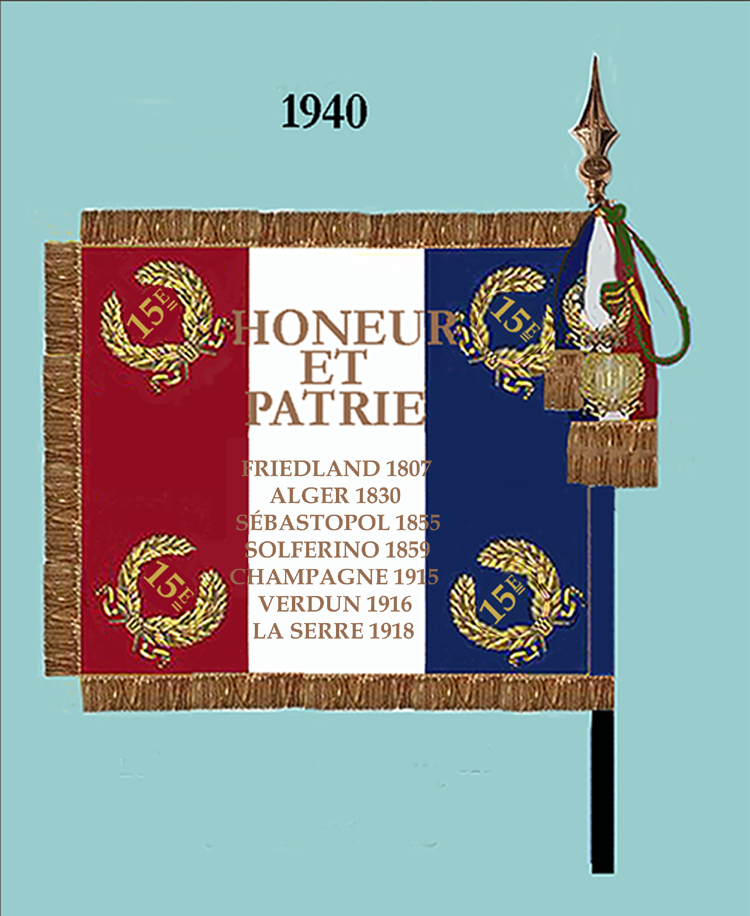

- Friedland 1807
- Alger 1830
- Sébastopol 1855
- Solférino 1859
- Champagne 1915
- Verdun 1916
- La Serre 1918

## Décorations
Sa cravate est décorée de la Croix de guerre 1914-1918  avec deux citations à l'ordre de l'armée.
Il a le droit au port de la fourragère aux couleurs du ruban de la Croix de guerre 1914-1918.

## Personnalités ayant servi au15eRI
- Joseph Aymerich alors sous-lieutenant.
- Jean Théodore François Champion alors chef de bataillon.
- Henri Dorgères (en 1940, corps franc).
- Henri Pistre, prêtre surnommé « le Pape du rugby »
- Louis de Torquat de la Coulerie, général, fusillé par les allemands.
- César de Vachon de Belmont-Briançon alors capitaine.

## Sources et bibliographie
- Bibliographie pour la Seconde Guerre mondiale.
- La bataille du Sud d'Amiens: 20 mai-8 juin 1940, Pierre Vasselle, Abbeville, 1947.
- Jacques Riboud (trad. de l'anglais), Souvenirs d'une bataille perdue, 1939-1940, Paris, Centre Jouffroy-JRSC éditions, 1994, 436 p. (ISBN 978-2-910-50100-6).
- (en) René Chartrand, Ticonderoga 1758 : Montcalm's victory against all odds, Oxford, Osprey, coll. « Campaign » (no 76), 2000, 96 p. (ISBN 978-1-841-76093-3).
- Historiques des corps de troupe de l'armée française (1569-1900), Berger-Levrault (Paris), 1900, 52 p. (lire en ligne)